# Allomyia chama
Allomyia chama là một loài Trichoptera trong họ Apataniidae. Chúng phân bố ở miền Tân bắc.